# David Schramm (astrophysicien)
Pour les articles homonymes, voir Schramm.
David Norman Schramm (Saint-Louis, 25 octobre 1945 – Denver 19 décembre 1997) est un astrophysicien américain et l'un des meilleurs experts mondiaux de la théorie du Big Bang ainsi qu'un défenseur précoce de la théorie de la matière noire.

## Biographie
David Schramm est né à Saint-Louis dans le Missouri et passa un master de physique au MIT en 1967. Il obtint un Ph.D en physique au Caltech en 1971.
Schramm reçut le Robert J. Trumpler Award de l'Astronomical Society of the Pacific en 1974, le prix Helen B. Warner pour l'astronomie de l'American Astronomical Society en 1978, ainsi que le prix Julius Edgar Lilienfeld de l'American Physical Society en 1993.
Schramm est mort le 19 décembre 1997, lorsque l'avion qu'il pilotait s'est écrasé près de Denver dans le Colorado. Il était le seul occupant de l'avion Swearingen-Fairchild SA-226.  Selon le rapport du National Transportation Safety Board sur l'accident, la cause du crash était que "le pilote fit perdre par inadvertance la vitesse de l'avion et la désorientation spatiale qui s'ensuivit l'empêcha de garder le contrôle de l'avion. Les facteurs aggravants furent l'excès de travail du pilote et les conditions de nuit noire".  Lors de sa mort, il était Vice-Président pour la recherche et Louis Block Distinguished Service Professor en sciences physiques à l'université de Chicago.

## Héritage
Le prix David N. Schramm for High Energy Astrophysics Science Journalism fut créé en son honneur en 2000 par la Division d'Astrophysique des Hautes Énergies de l'American Astronomical Society.